# Notocrinidae
Notocrinidae zijn een familie van zeelelies uit de orde van de haarsterren (Comatulida).

## Geslacht
- Notocrinus Mortensen, 1917